# Не родись красивой
«Не роди́сь краси́вой» — российский комедийно-мелодраматический телесериал производства кинокомпании «Амедиа», показ которого состоялся с 5 сентября 2005 года по 7 июля 2006 года на телеканале СТС. Адаптация колумбийской теленовеллы «Yo soy Betty, la fea» («Я — Бэтти, дурнушка»).
Сериал добился успеха в России и значительно повысил рейтинги телеканала. В 2024 году планировался выход продолжения сериала.

## Сюжет
Катя — девушка умная и образованная, но внешне абсолютно непривлекательная. Это обстоятельство мешает ей найти хорошую работу. Волею судьбы Кате удаётся устроиться секретарём в фирму по производству модной одежды «Zimaletto». Но и тут её внешний вид, а также преданность своему начальнику Андрею Жданову, вызывают неприятие у других работников фирмы. В частности, невеста Андрея Кира недолюбливает Катю за то, что она покрывает измены Жданова, подруга Киры Вика — за то, что обошла её при приёме на работу, дизайнер Милко — за то, что она своим видом оскорбляет его чувство прекрасного. Однако Катя влюбляется в красавца Андрея и ради него готова терпеть всё. Она надеется, что её избранник однажды ответит ей взаимностью.
Дела компании идут плохо из-за стратегической ошибки Жданова, и ему, чтобы скрыть это, требуется помощь Кати. Чуть позже у вовлечённого в обман вице-президента компании Романа Малиновского возникают сомнения в Катиной верности, и, чтобы она их не подставила, Малиновский уговаривает Андрея разыграть любовь со своей некрасивой секретаршей. Андрей вынужден согласиться, но постепенно и сам влюбляется в искреннюю и преданную девушку. Однако всё тайное рано или поздно становится явным.
Узнав, что любовь Андрея — это лишь игра, Катя раскрывает все его махинации перед членами совета директоров и увольняется. Бывшая сотрудница «Zimaletto» Юлиана, ценящая в людях профессионализм, а не внешний вид, берёт Катю на работу в своё пиар-агентство. Юлиана, а также другие новые знакомые Кати помогают ей преобразиться как внешне, так и внутренне. Неожиданно к ней обращается один из основателей «Zimaletto», отец Андрея: в результате махинаций его сына Катя фактически стала владелицей компании. Он предлагает девушке занять пост президента, так как другие кандидаты с этой должностью не справились.

## В ролях
| Актёр, актриса                       | Роль                           | Описание роли |
| ------------------------------------ | ------------------------------ | --- |
| Нелли Уварова                        | Екатерина Валерьевна Пушкарёва | Секретарь Андрея Жданова, позже стала помощницей, а затем исполняющей обязанности президента компании «Зималетто». Дочь Елены и Валерия Пушкарёвых. Из-за манеры одеваться вызывает антипатию у многих сотрудников компании, особенно у Киры, Вики и Милко. Со временем — и довольно быстро — завоёвывает симпатию и доверие так называемого «женсовета». Трудолюбива и готова терпеть нападки своего начальника, его вспыльчивость и невнимательность. Умело, гибко и успешно проводит деловые переговоры. После того, как узнаёт о заговоре Андрея и Романа, подставляет их, раскрыв все махинации в отчётах, и сбегает работать с Виноградовой. Позже по настоянию Павла Жданова отправляется работать временным директором «Зималетто». Сильно меняется к этому времени как внешне, так и внутренне. |
| Григорий Антипенко                   | Андрей Павлович Жданов         | Президент «Зималетто», жених Киры Воропаевой, постоянно изменяющий своей невесте, лучший друг Романа Малиновского, позже — вице-президент «Зималетто», сын Маргариты и Павла Ждановых. Андрей довольно беззаботен, азартен и эмоционален, вспыльчив, но отходчив. Постоянно конкурирует с Александром Воропаевым, мечтающим занять его место. Сначала холодно относится к Кате, но позже начинает доверять ей практически все свои дела и теневые сделки компании. Постепенно влюбляется в Катю и начинает страдать, когда Катя из-за обмана уходит от него, долгое время пытается убедить её в искренности своих чувств. К Кире когда-то испытывал сильные чувства, но разлюбил её ещё к моменту прихода Кати в компанию.                                                                               |
| Пётр Красилов                        | Роман Дмитриевич Малиновский   | Вице-президент «Зималетто», лучший друг Андрея Жданова, ловелас. Наряду с Катей решает критические и тайные вопросы развития компании. Имеет нейтральные отношения с Катей, хотя скрытно выражает к ней свою антипатию. Ещё в начале сериала заметил любовь Кати к Андрею. В конце концов уходит из компании из-за того, что Андрей его побил, но в финале Катя мирит Андрея и Романа. |
| Ольга Ломоносова                     | Кира Юрьевна Воропаева         | Невеста Андрея Жданова, младшая сестра Александра и Кристины Воропаевых. Кира постоянно изводит Андрея своей ревностью — как обоснованной, так и нет. Начальница отдела продаж «Зималетто». Вместе с Викой пытается выгнать Катю из компании из-за её ревности. Но за внешней холодностью и строгостью Киры прячется чувствительный и ранимый человек. Кира старается быть справедливой, ей не чуждо сострадание: именно она заступается за Светлану Локтеву, когда Милко берёт на работу Марьяну, любовницу мужа Светланы. В самом конце признаёт за Катей право любви к Андрею и уговаривает не бросать его. |
| Артём Семакин                        | Николай Антонович Зорькин      | Лучший друг Кати Пушкарёвой, живущий в соседнем подъезде, финансовый директор «Никамоды», позже стал финансовым директором «Зималетто». Несколько раз становился жертвой издевательств со стороны уличных хулиганов. Как и Катя, умён, образован, серьёзно относится к своей работе. Влюбляется в Викторию, вступает с ней в странные отношения: понимает её корыстность и лицемерие, но терпит это ради её благосклонности, пусть даже и мнимой. |
| Юлия Такшина                         | Виктория Аркадьевна Клочкова   | Вторая секретарша Андрея Жданова, лучшая подруга Киры Воропаевой, позже — её личная секретарша. Вульгарна, глупа и плохо воспитана. Устроилась на работу лишь благодаря своим связям. В отличие от Кати, Вика — некомпетентный работник и бездельница, которая остаётся на своём посту лишь благодаря Кире. Весь свой рабочий день ухаживает за собой или общается с Кирой. С другой стороны, чувствуя свою безнаказанность, долгое время издевалась над Катей; шпионила в пользу то Киры, то Александра. Впоследствии становится объектом коллективного моббингa со стороны «женсовета». Имеет манеру жить на широкую ногу, поэтому имеет проблемы с оплатой долгов. После добровольного ухода Киры тоже уходит из компании.                                                                            |
| Виталий Егоров                       | Милко Вуканович Момчилович     | Дизайнер «Зималетто». По национальности серб. Является открытым геем. Частый гость гей-клуба «Голубой огонёк», любовник Рональда. Эгоистичен, постоянно проявляет напускное раздражение и крайнюю обидчивость. Пользуясь своей значимостью для компании, часто шантажирует начальство. Негативно относится к женщинам немодельной внешности, поэтому презирает Катю и оскорбляет её. Привязан к Ольге Вячеславовне, прислушивается к Кире. |
| Михаил Жигалов                       | Валерий Сергеевич Пушкарёв     | Муж Елены Пушкарёвой, отец Кати Пушкарёвой, подполковник в отставке, бухгалтер «Никамоды», позже — главный бухгалтер «Никамоды» и «Зималетто». Всегда волнуется за Катю и постоянно требует, чтобы она не поздно приходила с работы, из-за чрезмерной заботы о дочери нередко создаёт для неё новые проблемы или неудобные ситуации. |
| Ирина Муравьёва                      | Елена Александровна Пушкарёва  | Жена Валерия Пушкарёва, мать Кати Пушкарёвой, домохозяйка. Хорошо готовит, верит в сны и знаки. |
| Мария Машкова                        | Мария Алексеевна Тропинкина    | Секретарь на ресепшене «Зималетто», позже стала секретарем президента «Зималетто», мать Егора, девушка Фёдора Короткова. Подруга Кати. Маша — девушка яркая, красивая и увлекающаяся. |
| Анна Димова                          | Амура Буйо                     | Секретарь Киры Воропаевой, позже стала секретарем на ресепшене «Зималетто». Является потомственной гадалкой, и её гадания в основном сбываются. Имеет африканские корни. |
| Раиса Рязанова                       | Ольга Вячеславовна Уютова      | Помощница дизайнера Милко. Пожилая и доброжелательная женщина, любит работать. Дружит с Катей и женсоветом и выступает в качестве мудрого посредника, однако не одобряет их сплетни. |
| Наталья Рыжих                        | Светлана Фёдоровна Локтева     | Помощница финансового директора «Зималетто» Ярослава Ветрова, позже — помощница финансового директора Николая Зорькина и главного бухгалтера Валерия Пушкарёва, бывшая жена Захара Локтева, мать Петра и Анастасии Локтевых. Ревнует бывшего мужа к его любовнице Марьяне Перегуде; не способна сдержать своих эмоций. Неожиданно находит поддержку в лице Киры. |
| Юлия Куварзина                       | Татьяна Георгиевна Пончева     | Помощница Георгия Урядова, жена Анатолия Пончева. Добрая девушка, очень любящая поесть. Постоянно сидит на диетах, но муж искренне любит Таню такой, какая она есть. |
| Ирина Сиротинская                    | Александра Кривенцова          | Секретарша Романа Малиновского, позже — Андрея Жданова. Боевая, бесстрашная и при этом простодушная. |
| Виктор Добронравов                   | Фёдор Михайлович Коротков      | Курьер «Зималетто», парень Марии Тропинкиной, долгое время добивался её сердца и для этого намеренно встречался с девушками, чтобы вызвать ревность у Тропинкиной. Федя — шутник и острослов, всегда готов помочь своим друзьям. |
| Илья Любимов                         | Александр Юрьевич Воропаев     | Сын Юрия Воропаева, старший брат Киры и Кристины Воропаевых, жаждет стать главой компании «Зималетто» и пытается устранить Андрея интригами и другими недостойными способами. Груб, прямолинеен, любит говорить в глаза «неприятную правду». Имел отношения с Викой, заставлял её шпионить, однако затем начал издеваться и унижать девушку. После раскрытия махинаций Андрея становится новым президентом «Зималетто», однако проявляет себя как крайне неумелый руководитель. Без моральных мук легко подставляет фирму, чтобы расплатиться с долгами. |
| Наталья Рычкова                      | Юлиана Филипповна Виноградова  | Директор пиар-агентства, изначально подруга Киры Воропаевой, позже — подруга Екатерины Пушкарёвой, которая помогает Кате полностью преобразиться как внешне, так и внутренне. |
| Андрей Кузичев                       | Михаил Алексеевич Борщов       | Друг Юлианны Виноградовой, повар, основатель ресторана. Любит Екатерину Пушкарёву. |
| Дмитрий Зеничев                      | Ярослав Борисович Ветров       | Бывший финансовый директор «Зималетто». После ухода из компании работал с Александром Воропаевым, добывая для него информацию. Позже он опять начнёт работать в «Зималетто». |
| Карина Иванова, затем — Дарья Лузина | Марьяна Перегуда               | Бывший промоутер маргарина «Тёлочка» в супермаркете, модель для примерки и закрытых показов «Зималетто», любовница Захара Локтева. Интриганка, намеренно устраивает провокации перед Тропинкиной и Локтевой. |
| Александр Корженков                  | Захар Локтев                   | Бывший муж Светланы Локтевой, отец Петра и Анастасии Локтевых, врач-ветеринар, любовник Марьяны Перегуды. |
| Ольга Остроумова                     | Маргарита Рудольфовна Жданова  | Жена Павла Жданова, мать Андрея Жданова. |
| Георгий Тараторкин                   | Павел Олегович Жданов          | Бывший президент «Зималетто», муж Маргариты Ждановой, отец Андрея Жданова. |
| Юлия Рутберг                         | Кристина Юрьевна Воропаева     | Дочь Юрия Воропаева, сестра Киры и Александра Воропаевых. Является акционером компании, но мало смыслит в экономике, и её участие в компании сводится к минимуму. Периодически увлекается то йогой, то восточной мистикой и эзотерикой. |
| Михаил Шкловский                     | Виктор Олегович Цыпин          | Хулиган, сосед и бывший одноклассник Кати Пушкарёвой и Коли Зорькина. |
| Олег Шкловский                       | Георгий Юрьевич Урядов         | Начальник отдела кадров «Зималетто», женат, но постоянно изменяет своей жене. Дамский угодник. |
| Сергей Болотаев                      | Сергей Сергеевич Потапкин      | Охранник «Зималетто». |
| Олег Кухта                           | Анатолий Хмелин                | Конкурент «Зималетто» из итальянской компании «Фонтана». Сговорился с Александром и в обмен на солидную взятку предложил ему выпустить коллекцию позже «Фонтаны». |
| Ирина Шебеко                         | Валерия Изотова                | Топ-модель, бывшая любовница Андрея Жданова. |
| Михаил Сафронов                      | Александр Алексеевич           | |
| Евгений Косырев                      | Анатолий Пончев                | Муж Татьяны Пончевой. |
| Виктор Черепанов                     | Иван Васильевич                | Начальник производства «Зималетто». |
| Павел Мисаилов                       | Борис Филин                    | Адвокат «Никамоды» и Екатерины Пушкарёвой. |
| Сергей Епишев                        | Борис Рулин                    | Адвокат «Никамоды» и Екатерины Пушкарёвой. |
| Владимир Яглыч                       | Леонид                         | Приятель Маши. |
| Захар Ронжин                         | Радик                          | Программист. |
| Михаил Химичев                       | Никита Минаев                  | Друг Киры Воропаевой, безответно влюблён в неё, разведён. Занимается развитием крупных торговых центров. |
| Сергей Олексяк                       | Шурик                          | Курьер казино, парень Шурочки Кривенцовой. |
| Ола Кейру                            | Антон                          | Баскетболист, парень Амуры Буйо. |
| Валерий Золотухин                    | Игорь Сергеевич                | Водитель такси. |
| Людмила Алёхина                      | Лариса Петровна Борщёва        | Жена Алексея Борщова, мать Михаила Борщова. |
| Виктор Бунаков                       | Алексей Борщёв                 | Муж Ларисы Борщовой, отец Михаила Борщова. |
| Ольга Левитина                       | Василиса Кузнецова             | Официантка кафе «Ромашка», танцовщица ночного клуба. |
| Виктор Рябов                         | Феликс Корсаков                | Ресторанный критик. |
| Александр Числов                     | Валерий Владимирович           | Курьер казино с кубиком Рубика. |
| Алексей Лосихин                      | Дмитрий Валерьевич Синицкий    | |
| Олег Масленников-Войтов              | Рональд                        | Любовник Милко, красавчик, разочаровывающий женщин своей гомосексуальной ориентацией. |
| Наталья Старикова                    | Надежда Ткачук                 | Деловой партнёр «Зималетто» из Киева. |

### Приглашённые знаменитости (камео)
- Анастасия Волочкова
- Андрей Григорьев-Апполонов
- Алина Кабаева
- Тина Канделаки
- Татьяна Лазарева
- Александр Малис
- Оксана Фёдорова
- Дима Билан
- Юлия Савичева
- Эвелина Хромченко
- Братья Грим
- Ираклий
- Саша Вертинская
- Таша Строгая
- Александр Панайотов
- Геннадий Антонюк — Малышка Мо
- Заза Наполи

## Съёмочная группа
Режиссёр-постановщик:
- Александр Назаров

Телевизионный режиссёр:
- Ирина Глебова
- Александр Игоревич Строев

Главный редактор:
- Галина Ивкина

Руководитель отдела разработки:
- Нелли Высоцкая

Сценарист-консультант:
- Джеймс Крамер

Руководитель сценарного отдела:
- Татьяна Беличенко

Авторы сюжета:
- Валентина Шевяхова
- Екатерина Нарши
- Екатерина Брезгунова
- Шура Никитин

Сценаристы:
- Иван Угаров
- Елена Быковская
- Мария Вдовенко
- Светлана Зеленова
- Наталья Марфина
- Михаил Соколовский
- Светлана Фричинская
- Анатолий Руденко
- Наталья Кудрявцева
- Виктория Авдеенко
- Алексей Красовский
- Илья Артибилов

Сценарный офис:
- Татьяна Чернецкая
- Татьяна Филиппова
- Альфия Загитова
- Анна Артюнова
- Антон Паршин
- Алиса Перфильева
- Александра Бут

Художник-постановщик:
- Михаил Виноградов

Художник по гриму:
- Лада Шведова

Художник по костюмам:
- Елена Уварова

Директор:
- Дмитрий Белосохов

## Съёмки
В качестве фасада здания «Зималетто» был снят фасад бизнес-центра «Башня 2000», входящего в комплекс «Москва-Сити». Съёмки сериала проходили в съёмочных павильонах компании «Амедиа».

## Песня заставки
Изначально музыкальным фоном заставки была песня Юлии Савичевой «Если в сердце живёт любовь» (с 76 по 85 серию с изменённой аранжировкой), которая быстро стала хитом, попав в ротации многих радиостанций России.
Начиная со 169 серии музыкальным фоном заставки стала песня Алёны Высотской «Вижу тебя» (в заключительной серии немного изменили аранжировку).
В завершении последней 200-й серии песню «Если в сердце живёт любовь» пели по очереди главные герои сериала.

## Награды
- 2006 — Премия «ТЭФИ» в категории «Продюсер» (Александр Роднянский, Александр Акопов, Наталия Шнейдерова, Илья Папернов, Елена Марковская)[8].
- 2006 — номинация «Лучшая композиция» за песню «Если в сердце живёт любовь» (Ю. Савичева) и приз зрительских симпатий на премии MTV «Кинонаграды MTV Russia» — победа. Статуэтки получили Нелли Уварова и Юлия Савичева.

## Факты
- Вымышленный торговый знак «Zimaletto» был выкуплен у «Амедиа Фильм» в 2006 году корпорацией «Sela»[9]. Под этой торговой маркой выпускалась модная одежда.
- История Кати Пушкарёвой была спародирована в мультсериале «UmaNetto» («Амедиа»), вышедшем на СТС в 2007 году[10].